# TVRI
テレビシ・レプブリク・インドネシア(インドネシア語: Televisi Republik Indonesia, TVRI)は、国が設立した公共放送テレビネットワークであり、インドネシアで最も古いテレビネットワーク。 本社はジャカルタ中部のジェロラにある。

## ロゴの歴史

1962-1974
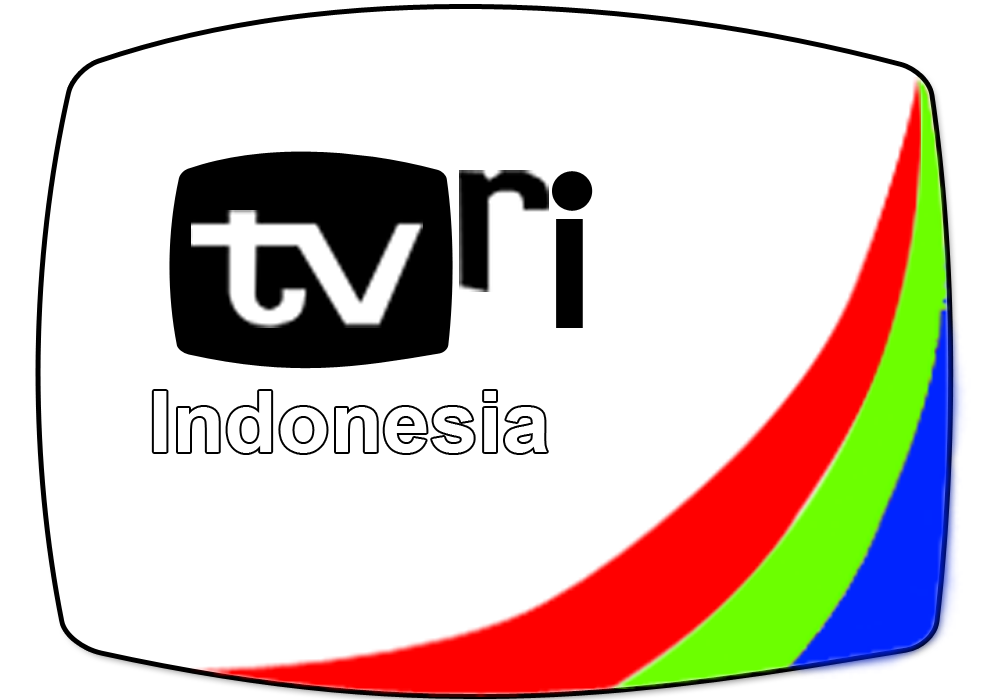
1974-1982
2003-2007
2007–2019
2019–今